# Torre de pólvora

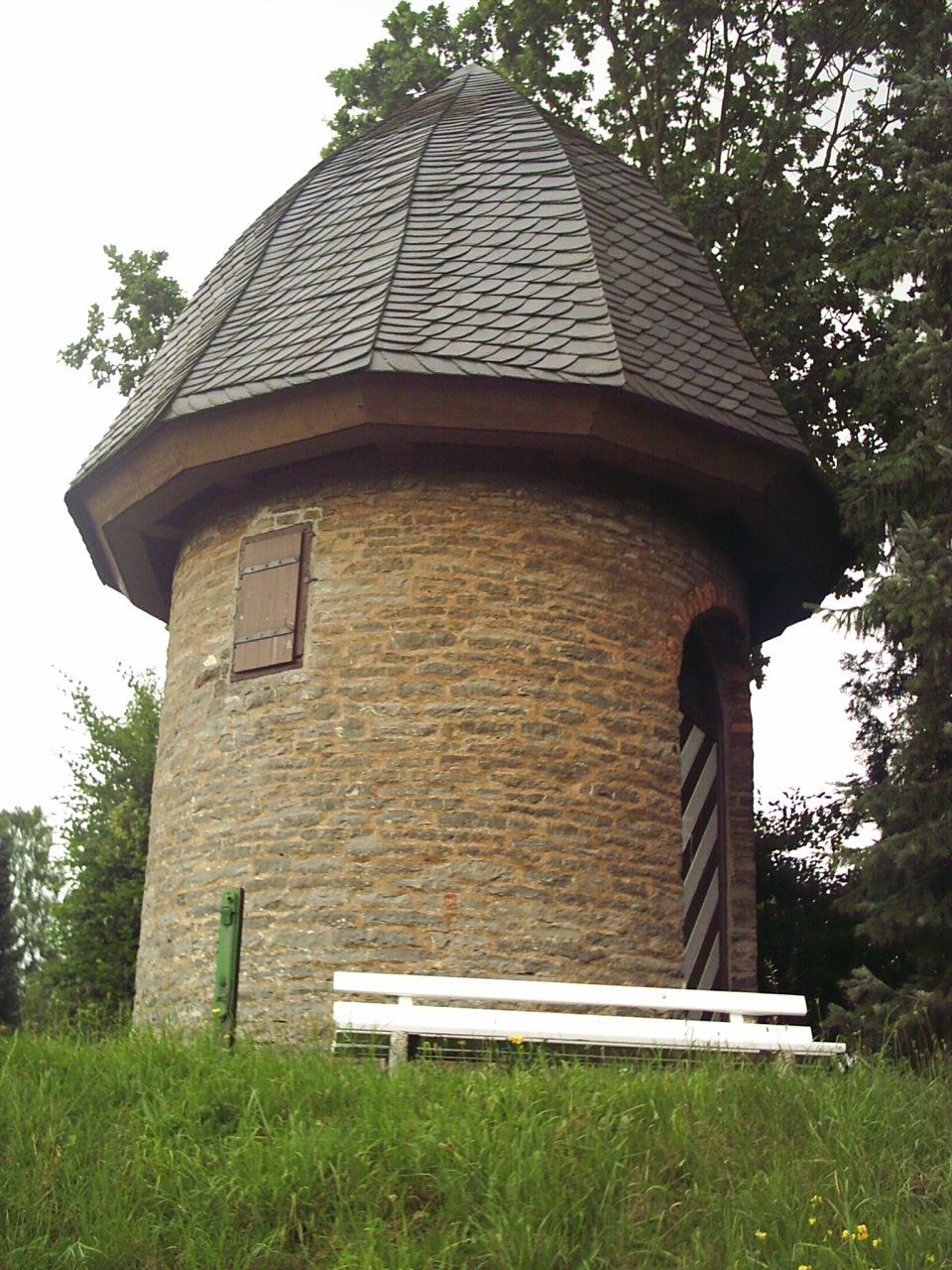
Torre de pólvora de Meschede

Torre de pólvora (em alemão: Pulverturm) era um edifício usado pelos militares para armazenamento de pólvora. Uma estrutura semelhante a esta era o paiol de pólvora.